# Bugrino
Bugrino (in russo Бугрино?) è un villaggio che appartiene al Zapoljarnyj rajon del Circondario autonomo dei Nenec, nella Russia europea del nord. È l'unico insediamento dell'isola Kolguev, nel mare di Barents.
Il villaggio si trova alla foce del fiume Bugrjanka, nel sud dell'isola, sulle rive dello stretto Pomorskij.